# سارا گورلیک
سارا گورلیک (انگلیسی: Sarah Gorelick; ۳۰ اوت ۱۹۳۳ – ۱۷ مارس ۲۰۲۰) خلبان، فضانورد، مهندس برق، و حسابدار اهل ایالات متحده آمریکا بود.
وی همچنین برندهٔ جوایزی همچون دکترای افتخاری علوم از دانشگاه ویسکانسین-مدیسن شده‌است.